# Campeonato Internacional de Clubes Femenino 2013
El Campeonato Internacional de Clubes Femenino 2013 fue la segunda edición del torneo. Se jugó en Tokio, Kagoshima y Okayama del 30 de noviembre al 8 de diciembre de 2013. 
Participaron el NTV Beleza (como anfitrión), el Chelsea F. C. en sustitución del VfL Wolfsburgo (campeón de la Liga de Campeones), el Colo Colo como campeón de la Copa Libertadores, el INAC Leonessa como campeón de la Nadeshiko League y el Sydney FC como campeón de la W-League.

## Equipos participantes
| Equipo        | Vía de clasificación                  | Confederación                     |
| ------------- | ------------------------------------- | --------------------------------- |
| Chelsea F. C. | Subcampeón Uefa Femenina              | UEFA                              |
| Sydney FC     | W-League 2012/13                      | Federación de Fútbol de Australia |
| Colo Colo     | Copa Libertadores 2012                | Conmebol                          |
| NTV Beleza    | Liga Nadeshiko 2013 Serie Regular     | Asociación de Fútbol de Japón     |
| INAC Leonessa | Liga Nadeshiko 2013 Serie Emocionante | Asociación de Fútbol de Japón     |

La final enfrentó al INAC Leonessa y al Chelsea; el Leonessa ganó 4-2.

## Resultados

### Primera Fase
| 30 de noviembre | Sidney FC | 1:0 (0:0) | NTV Beleza | Kanko Stadium, Okayama                                  |                                                         |
|                 | Kete 61'  |           |            | Asistencia: 1652 espectadores Árbitro(s): Jung Ji-Young | Asistencia: 1652 espectadores Árbitro(s): Jung Ji-Young |

### Semifinales
| 4 de diciembre | Colo Colo | 0:3 (0:2) | INAC Kobe Leonessa                             | Kagoshima Kamoike Stadium, Kagoshima                |                                                     |
|                |           |           | Goebel-Yanez 15' · Kawasumi 39' · Nakajima 61' | Asistencia: 2892 espectadores Árbitro(s): Qin Liang | Asistencia: 2892 espectadores Árbitro(s): Qin Liang |

| 4 de diciembre | Chelsea                            | 3:2 (1:0) | Sidney FC                 | Kanko Stadium, Okayama                                  |                                                         |
|                | Coombs 36' · Aluko 52' · Ögimi 57' |           | Rollason 75' · Taylor 81' | Asistencia: 2201 espectadores Árbitro(s): Jung Ji-Young | Asistencia: 2201 espectadores Árbitro(s): Jung Ji-Young |

### Tercer Puesto
| 7 de diciembre | Colo Colo                          | 3:3 (1:2) (2:4 p.)         | Sidney FC                                 | Kagoshima Kamoike Stadium, Kagoshima                        |                                                             |
|                | Ascanio 8' · Lara 86' 88'          |                            | Perry 22' · Camilleri 23' · Rollason 79'  | Asistencia: 1289 espectadores Árbitro(s): Sachiko Yamagishi | Asistencia: 1289 espectadores Árbitro(s): Sachiko Yamagishi |
|                |                                    | Tiros desde el punto penal |                                           |                                                             |                                                             |
|                | Sáez · Lara · C. Soto · Villamayor |                            | Rollason · Dumont · Green · Bolger · Kerr |                                                             |                                                             |

### Final
| 8 de diciembre | INAC Kobe Leonessa                                    | 4:2 (2:0) | Chelsea                     | Nishigaoka Soccer Stadium, Tokio                    |                                                     |
|                | Takase 10' · Goebel-Yanez 28' · Ji 74' · Nakajima 90' |           | Williams 80' · Blundell 83' | Asistencia: 3521 espectadores Árbitro(s): Qin Liang | Asistencia: 3521 espectadores Árbitro(s): Qin Liang |

## Goleadoras
| Jugador                   | Jugador        | Goles | Equipo             |
| ------------------------- | -------------- | ----- | ------------------ |
| Bandera de Chile          | Francisca Lara | 2     | Colo-Colo          |
| Bandera de Japón          | Emi Nakajima   | 2     | INAC Kobe Leonessa |
| Bandera de Estados Unidos | Beverly Goebel | 2     | INAC Kobe Leonessa |
| Bandera de Australia      | Renee Rollason | 2     | Sydney FC          |

| Predecesor: 2012 | Campeonato Internacional de Clubes Femenino II edición | Sucesor: 2014 |